# 市川愛美
市川愛美（日语：市川 愛美，1999年8月26日—）是日本女性偶像藝人，為女子偶像團體AKB48 Team K前成員，東京都出身，經紀公司為DH。

## 經歷
2013年
- 1月19日，於「AKB48第十二屆研究生（15期生）試鏡會（日语：AKB48のオーディション#第十二回研究生（15期生）オーディション）」中合格，成為AKB48的15期生。
- 6月5日，參加研究生武道馆公演『AKB48集團研究生演唱會「早推得勝」。』
- 7月6日，於「AKB48第34張單曲選拔猜拳大會」的研究生預備戰中不敵土保瑞希，在分組第二輪戰出局，未能入選選拔成員。

2014年
- 2月24日，於Zepp DiverCity Tokyo（日语：Zepp）舉辦的「AKB48集團大組閣祭」中宣布由研究生昇格至Team A[3]。
- 5月2日，於『Team A 「戀愛禁止條例」公演』登場，首次以正式成員身分登台演出[4]。
- 9月17日，於「AKB48 Group 猜拳大會2014」中不敵兒玉遙，在第一回戰出局，未能入選渡邊美優紀個人出道單曲中C/W曲的選拔成員。

2015年
- 3月26日，於埼玉超級競技場舉辦的「AKB48春季單獨演唱會～次期總現正修行中！～」演唱會上宣布新的組閣人事異動，所屬隊伍由Team A轉移至Team K[5]。

2023年
- 6月6日，在15期生出道10周年直播中宣布將在同年8月31日畢業[6]。

## 人物
- 個性屬於充滿元氣與自由奔放的類型[7]。

- 興趣是跳舞與蒐藏[8]，喜歡把物品蒐集成套[9]。

- 喜歡的食物是飯，討厭的食物為銀杏[7]與辣的食物[10]。

- 在學校拿手的科目是英文，不拿手的則是數學與理科[11]。

- 喜歡的顏色是粉紅色與黃色[12]。

- 在家中有飼養小狗與刺蝟[13]。

- 加入AKB48前有5年的舞蹈經驗，從小學二年級至六年級[14]。

### AKB48相關
- 在AKB48劇場中使用的Catch phrase是「Team K，暱稱Manami的市川愛美[註 1]。」

- 加入AKB48的契機：小學六年級時，市川有個兒時玩伴，那位朋友常會隨口提到「我們之中沒有AKB的成員嗎？」但這位朋友在中學一年級的春天因病逝世，雖說遲了點，市川認為也算是完成她那位朋友的心願[9]。

- 關係良好的成員為福岡聖菜[15]及田北香世子[16]。

- 憧憬的成員是前AKB48成員板野友美[8]。尊敬的前輩則是前AKB48成員高島祐利奈[9]。

## 參與歌曲
- 標註有「★」符號者表示該首歌曲有拍攝MV。

### 單曲CD
|      | 發行日期       | 單曲名稱         | 參與歌曲名稱   | 名義             | 收錄於        | MV | 備註     |
| ---- | -------------- | ---------------- | -------------- | ---------------- | ------------- | -- | -------- |
| 33rd | 2013年10月30日 | 真心電流         | 你的眼是星象儀 | 研究生           | 劇場盤        |    | 出道作品 |
| 35th | 2014年02月26日 | 勇往直前         | 戀愛什麼的     |                  | 劇場盤        |    |          |
| 36th | 2014年05月21日 | 拉布拉多獵犬     | 你如此任性     | Team A           | Type-A        | ★  |          |
| 38th | 2014年11月26日 | 希望無限         | 順從的Slave    | Team A           | Type-A        | ★  |          |
| 42nd | 2015年12月09日 | 紅唇Be My Baby   | 姊姊的自言自語 | Team K           | Type-B        | ★  |          |
| 44th | 2016年06月01日 | 不需要翅膀       | 哀愁小號手     | Team K           | Type-C 劇場盤 | ★  |          |
| 52nd | 2018年05月30日 | Teacher Teacher  | 末班電車之夜   | Team K           | Type-B        | ★  |          |
| 58th | 2021年09月29日 | 一切都成Rumor    | Black jaguar   | First Generation | 劇場盤        |    |          |
| 59th | 2022年05月18日 | 是前男友         | Loss of time   | Team K           | Type B        |    |          |
| 60th | 2022年10月19日 | 久違的Lip Gloss  | 命運之歌       | 1st Generation   | 劇場盤        |    |          |
| 61st | 2023年04月26日 | 無論如何都喜歡你 | Da Re Da       | Universe Girls   | 劇場盤        |    |          |

### 專輯CD
|      | 發行日期       | 專輯名稱                     | 參與歌曲名稱      | 名義   | 收錄於          | 備註 |
| ---- | -------------- | ---------------------------- | ----------------- | ------ | --------------- | ---- |
| 05th | 2014年01月22日 | 未來軌跡                     | 如果散去也很好吧… | 研究生 | 劇場盤          |      |
| 06th | 2015年01月21日 | 這裡是羅德斯島、在這裡跳吧！ | Oh! Baby!         | Team A | Type-A          |      |
| 07th | 2015年11月18日 | 0與1之間                     | 愛的使者          | Team K | MILLION SINGLES |      |

## 劇場公演分組曲
| 公演名稱                             | 參與歌曲名稱         | 備註                               |
| ------------------------------------ | -------------------- | ---------------------------------- |
| 研究生時期                           |                      |                                    |
| 研究生「睡衣兜風」公演               | 純情主義             |                                    |
| 大島Team K「Waiting」公演            | 來一塊糖果           | 永尾瑪利亞的代演                   |
| 大島Team K「Waiting」公演            | 初次的果糖           | 武藤十夢的代演                     |
| Team 4 2nd Stage「手牵手」公演       | Glory days           | 相笠萌的代演                       |
| Team 4 2nd Stage「手牵手」公演       | 雨中钢琴师           | 髙島祐利奈的代演                   |
| 高橋Team A時期                       |                      |                                    |
| Team A 「戀愛禁止條例」公演          | 黒色天使             | 藤田奈那的代演                     |
| Team A 「戀愛禁止條例」公演          | 心型病毒             | 矢倉楓子、宮脇咲良的代演           |
| Team A 「戀愛禁止條例」公演          | 戀愛禁止條例         | 武藤十夢的代演                     |
| Team A 「戀愛禁止條例」公演          | 傲嬌女生             | 高橋南、中西智代梨的代演           |
| Team A 「戀愛禁止條例」公演          | 盛夏的圣诞玫瑰       | 入山杏奈、古畑奈和、松井咲子的代演 |
| Team K 「RESET」公演                 | 奇跡也趕不及合格     | 鈴木紫帆里的代演                   |
| 峯岸Team K時期                       |                      |                                    |
| 春風亭小朝「亚当是夏娃的肋骨」公演   | 雨中钢琴师           | 田野優花、平田梨奈的代演           |
| 春風亭小朝「亚当是夏娃的肋骨」公演   | 黑色天使             | 田野優花、阿部玛利亚的代演         |
| 春風亭小朝「亚当是夏娃的肋骨」公演   | 只有你的chu!chu!chu! | 平田梨奈、阿部玛利亚的代演         |
| 田中将大「我在这里的理由」公演       | 曲终人尽             | 田野優花的代演                     |
| Team K 8th Stage「最終鐘聲鳴響」公演 | 再戰                 | 山本彩的代演                       |
| Team A 7th Stage「獻給M.T.」公演     | 制服比基尼           | 樋渡結依的代演                     |
| Team A 7th Stage「獻給M.T.」公演     | 敗家男               | 大家志津香的代演                   |
| AKB48「我的太陽」公演                | 向日葵               | 与中田千智轮流出演                 |

## 綜藝節目

### 播放中的節目
- 《AKB48 SHOW!》（2013年12月14日－，NHK）：不定期演出
- 《AKB48神TV》（家庭劇場（日语：ファミリー劇場））
  - Season18（2015年4月12日）
  - Season21（2016年3月13日、3月20日）
- 《AKBINGO!》（2016年2月23日－，日本電視台）：不定期演出

### 過去演出過的節目
- 《AKB48的你、是誰？》（2014年3月21日－2016年6月30日，NOTTV）：不定期演出
- 《AKB48的今夜來外宿》（2015年10月26日－2015年11月2日；日本電視台）
- 《AKB內的故事 込山榛香17歲、新希望 高橋南所托付的AKB的未来?》（2016年3月30日，TBS電視台）
